# Horatio Torromé
Horatio Torromé (1861 – 16 september 1920) was een Argentijns kunstrijder op de schaats.
Torromé was de tweede Argentijn die deelnam aan de Olympische Spelen. Op de Olympische Zomerspelen 1908 in Londen, Engeland was hij bovendien de enige Argentijnse deelnemer. Hij deed mee aan het onderdeel kunstrijden voor mannen. Van de schaatsers die het einde haalden, eindigde hij met 228,9 punten op de zevende en laatste plaats. Twee deelnemers haalden toen het einde niet. In het officiële rapport staat over hem geschreven dat Mr. Torromé was not in as good form as he customarily exhibits; dat hij niet in de vorm was die hij normaal gesproken laat zien. Tijdens deze Spelen was Torromé ook jurylid bij het kunstrijden voor paren.